# Parque Nacional de Cat Tien

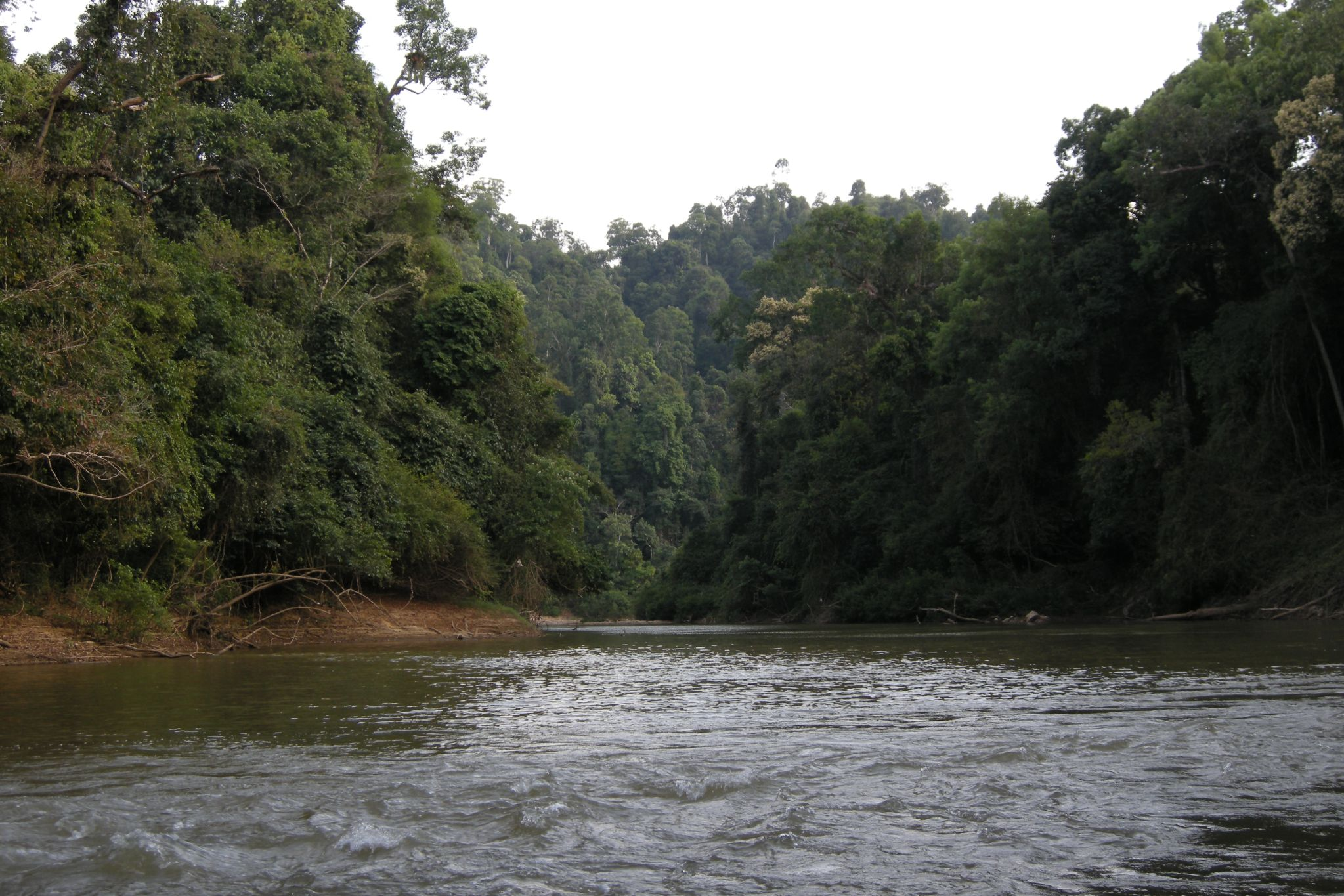
Floresta tropical presente no parque.

O Parque Nacional de Cat Tien (Vietnamita: Vườn quốc gia Cát Tiên) é um importante parque nacional localizado no sul do Vietnã, aproximadamente 150 km ao norte da cidade de Ho Chi Minh. Abrange uma das maiores áreas de planície de floresta tropical encontradas no Vietnã.

## História

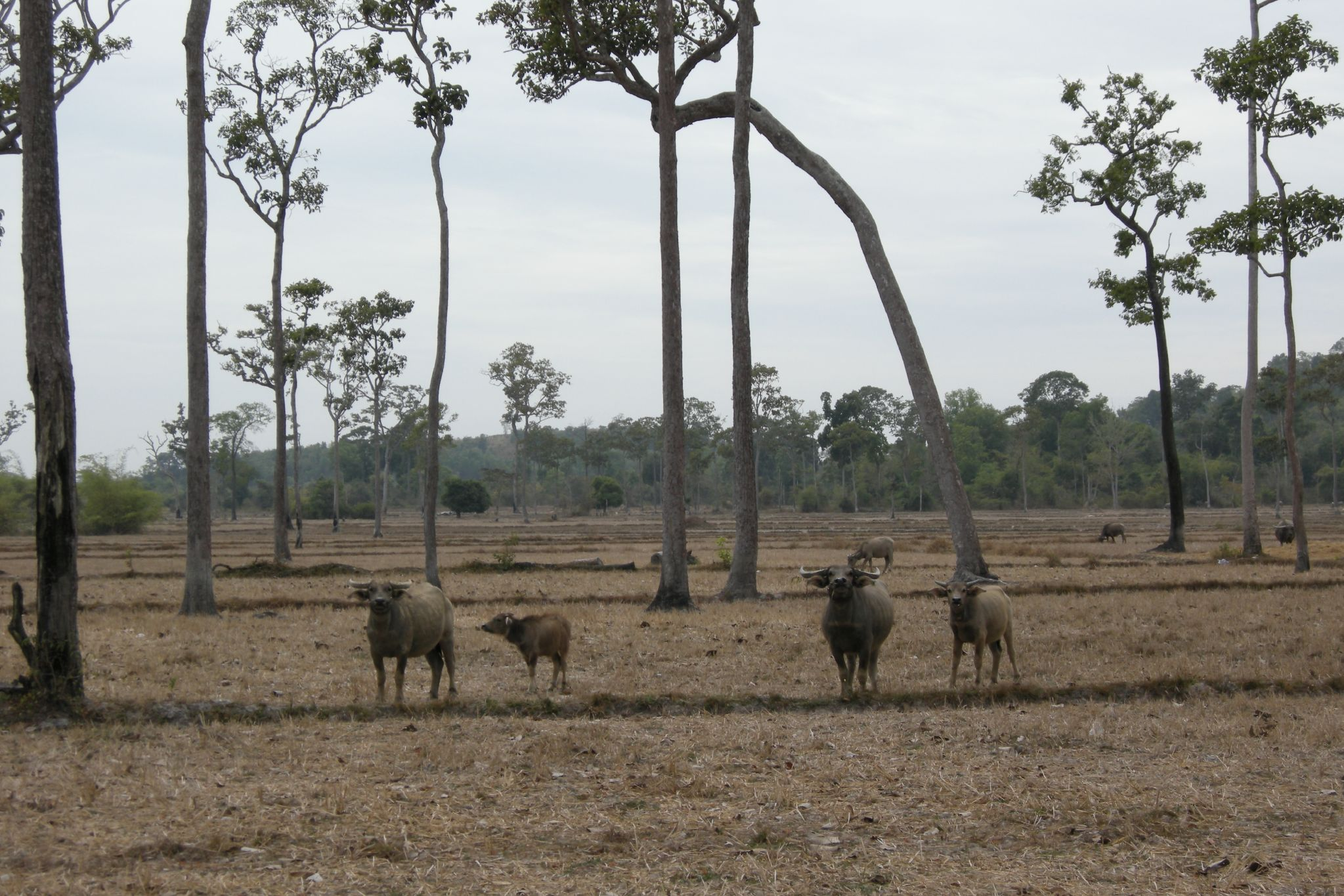
Áreas de pastagens dentro do parque.

O parque nacional de Cat Tien foi protegido, inicialmente, em 1978 como dois setores, Nam Cat Tien e Tay Cat Tien. Um outro setor, Cat Loc, foi notificado oficialmente como uma reserva para rinocerontes em 1992 após a descoberta de uma população de rinoceronte-de-java-vietnamita, fato que tornou o parque mundialmente conhecido. As três áreas foram combinadas para formar um parque em 1998.
O parque sofreu, historicamente, durante a Guerra do Vietnã quando se espalhou extensivamente herbicidas como o desfolhante agente laranja. Hoje em dia essas áreas têm extensiva cobertura de bambu e pastagem e árvores jamais voltaram a crescer.